# Sherborne
Sherborne es un pueblo comercial ubicado en el noroeste de Dorset (Inglaterra), sobre el río Yeo y la ruta A30. Se halla emplazado en el extremo de Blackmore Vale, unos 10 km al este de Yeovil (Somerset). En 2001, contaba con una población de 9.350 habitantes, de los cuales un 40,8% estaba jubilado. La localidad es conocida por su historia, incluyendo su abadía, castillo, casa señorial y escuelas privadas. De aspecto pintoresco, ostenta cierta popularidad entre los turistas.
Gran parte de Sherborne fue construida con la distinguida piedra caliza hamstone, de color ocre, incluyendo muchos edificios medievales (como la abadía, por ejemplo) y georgianos.

## Historia, arquitectura y educación
Los sajones la llamaban Scir Burne, nombre que significa “arroyo claro”. Fue capital de Wessex, uno de los siete reinos medievales de Inglaterra, y los restos de los reyes Ethelberto y Ethelbaldo (ambos hermanos mayores del famoso rey Alfredo el Grande) descansan en su abadía. En el año 705 la diócesis se dividió entre Sherborne y Winchester, y el rey Ine fundó una abadía para San Aldhelm, primer Obispo de Sherborne. En 1075, el obispado fue trasladado a Old Sarum (actual Salisbury, en Wiltshire) y la iglesia del pueblo pasó a ser un monasterio benedictino, la Abadía de Sherborne. En el siglo XV la iglesia fue quemada deliberadamente debido a tensiones entre los habitantes y el clero, y fue reconstruida entre 1425 y 1504, aunque se conservan algunas estructuras normandas. En 1539, el monasterio fue comprado por Sir John Horsey y se convirtió en una iglesia convencional. Sherborne fue durante muchos siglos el centro de una hundred (pequeña unidad administrativa) del mismo nombre.

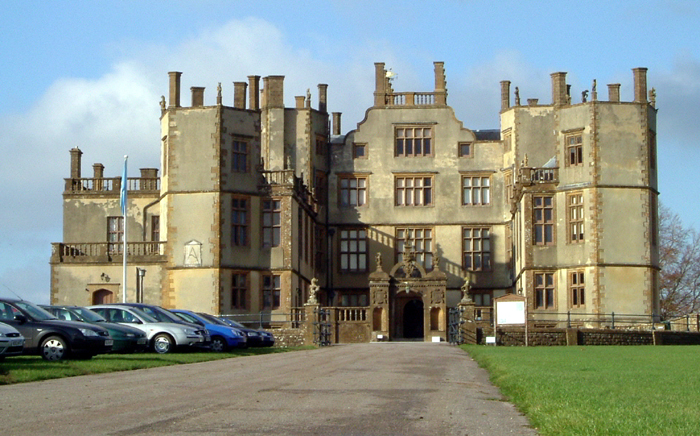
Frente del Castillo de Sherborne del.

En el siglo XII, Roger de Caen, Obispo de Salisbury y Canciller de Inglaterra, construyó un palacio fortificado en el lugar, y en 1594, Sir Walter Raleigh edificó una mansión isabelina dentro de los terrenos del palacio, la cual es conocida hoy en día como Castillo de Sherborne. La construcción del siglo XII fue destruida en 1645 por las tropas parlamentaristas del General Fairfax y actualmente sus ruinas pertenecen al English Heritage.
Ha habido una escuela en la localidad desde la época de Alfredo el Grande, quien fue educado allí. Después de la disolución del monasterio, Sherborne School fue vuelta a fundar en 1550 por el rey Eduardo VI sobre terrenos que alguna vez pertenecieron a dicha institución religiosa. La escuela sigue siendo una de las más caras en el Reino Unido y tuvo muchos alumnos famosos, entre los que se destacan el matemático Alan Turing, el actor Jeremy Irons, el cantante y miembro de Coldplay Chris Martin y el escritor John le Carré. Hasta 1992, hubo además dos grammar schools: Foster's School para niños y Lord Digby's School para niñas. Hoy en día, la tradición de la excelencia educativa es continuada con Sherborne School for Girls (otra escuela paga muy cara), The Gryphon School (una reconocida escuela estatal) y Sherborne International College para chicos del extranjero.

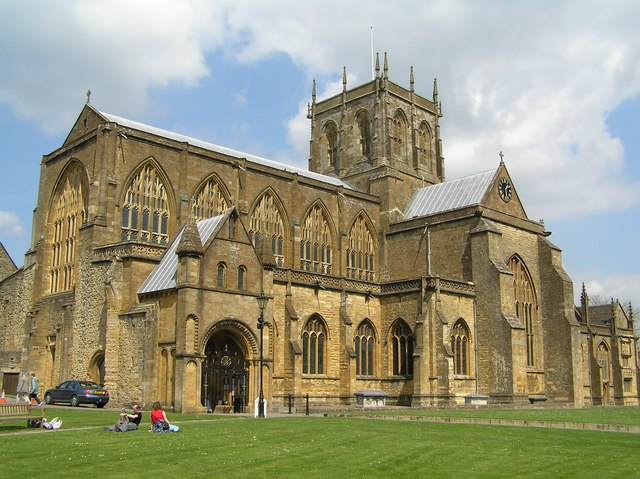
Abadía de Sherborne

Otros edificios destacables incluyen los asilos de los Santos Juan el Bautista y Juan el Evangelista, fundados en 1438 y ampliados en la época victoriana en un estilo arquitectónico medieval. El albergue juvenil de San Julián y la escuela de John Digby, 1º Conde de Bristol, actualmente conocida como Sherborne House, son otros ejemplos de construcciones antiguas bien preservadas en el pueblo.